# Ernst Baier
Ernst Baier (Zittau, 27 september 1905 – Garmisch-Partenkirchen, 8 juli 2001) was een Duits kunstschaatser.
Baier behaalde zijn grootste successen aan de zijde van Maxi Herber bij het paarrijden. Samen wonnen ze vijf Europese titels en vier wereldtitels en de olympische gouden medaille tijdens de Olympische Winterspelen 1936 in eigen land. Zij waren de eerste schaatsers bij het paarrijden die gezamenlijke sprongen gingen uitvoeren. Daarnaast was Baier ook een goede soloschaatser. Hij won vier medailles bij de wereldkampioenschappen, vijf medailles bij de Europese kampioenschappen en de zilveren olympische medaille in 1936. Steeds eindigde hij achter de Oostenrijker Karl Schäfer. Samen met de Britse Madge Syers-Cave is Baier de enige kunstschaatser die zowel solo als bij het paarrijden een olympische medaille heeft gewonnen.
In 1941 trouwde Baier met Herber. Dit huwelijk werd in 1964 ontbonden.

## Belangrijke resultaten
Solo en als paarrijder met partner Maxi Herber
| Kampioenschap | 1929 | 1930 | 1931   | 1932   | 1933   | 1934   | 1935  | 1936   | 1937 | 1938 | 1939 |
| ------------- | ---- | ---- | ------ | ------ | ------ | ------ | ----- | ------ | ---- | ---- | ---- |
| OS paren      |      |      |        |        |        |        |       | Goud   |      |      |      |
| WK paren      |      |      |        |        |        | Brons  |       | Goud   | Goud | Goud | Goud |
| EK paren      |      |      |        |        |        |        | Goud  | Goud   | Goud | Goud | Goud |
|               |      |      |        |        |        |        |       |        |      |      |      |
| OS mannen     |      |      |        | 5e     |        |        |       | Zilver |      |      |      |
| WK mannen     |      |      | Brons  | Brons  | Zilver | Zilver |       |        |      |      |      |
| EK mannen     | 7e   | 5e   | Zilver | Zilver | Zilver |        | Brons | Brons  |      |      |      |